# Обучена да убије (филм из 1980)
Обучена да убије (енгл. Dressed to Kill), је детективски мистеријски трилер филм, у режији Брајана де Палме и по његовом сценарију из 1980. године.

## Радња
Догађаји се одвијају у Њујорку. Кејт Милер говори свом психологу Роберту Елиоту о својим интимним проблемима са супругом. Након сеансе, она одлази у музеј, где случајно упознаје извесног Ворена Локмана. Имају спонтани секс. Док се Кејт враћала из Локмановог стана, у лифту ју је напала плавокоса жена и убила са неколико удараца жилетом. Плавушу је накратко видела високо плаћена проститутка Лиз, која је постала једини сведок злочина. Сумња полицијског детектива Марина пада на њу. Лиз је принуђена да сама пронађе доказе о својој невиности. За расветљавање злочина заинтересован је и Кејтин син Питер. Тинејџер је добро упућен у електронику и поставља надзор над Елиотовом канцеларијом, за коју верује да је умешан у убиство.
У међувремену, Елиот прима поруку на своју телефонску секретарицу од некога ко се представља као Боби. Он или она каже да га је доктор означио као транссексуалца и одбио да дозволи операцију промене пола. Боби је несрећан и прети да ће украсти докторову бритву и обрачунати се са једним од својих пацијената. Елиот открива да недостаје бритва у његовој сујети и шаље му поруку у којој тражи да га одмах контактира. Елиот касније говори свом колеги др Левију шта се догодило.
У међувремену, плавуша прати Лиз. У метроу она чак покушава да се приближи, али Лиз у борби против ње помаже Питер, који се изненада појављује поред ње са лименком домаћег сузавца. Лиз се удружује са Питером да пронађе убицу. Камера са тајмером снима ту исту плавушу како излази из ординације. Лиз одлучује да дође до картона пацијената тако што ће се ушуњати у ординацију и покушати да га заведе. У међувремену, Питер са улице посматра шта се дешава, а непозната плавуша прилази Петру с леђа. Лиз напушта лекарску собу да „напудра нос”, проналази занимљив запис у његовим папирима и враћа се у његову канцеларију. Жена, која се појавила ниоткуда, прилази Лиз с леђа, а у њеној руци блиста бритва. Жена на улици пуца у Лизиног нападача, перика јој пада и испоставља се да је то прерушени др Елиот.
Марино је дао Лиз прилику да уради свој посао и реши злочин. Плавуша на улици била је полицајац којег је Марино послао да подржи Лиз. Др Елиот је транссексуалац са вишеструким поремећајем личности коме је његов лекар Леви одбио операцију промене пола. Када је Елиот осетио сексуалну жељу, обукао се као жена. Тада је изгубио контролу над собом, могао је да убије и ничега се не сећа. Након хапшења и суђења, Елиот се шаље у специјалну клинику на обавезно лечење. Лиз и Питер признају да се воле и одлазе у Питерову кућу. На крају, др Елиот, након што је задавио медицинску сестру, бежи из медицинске установе. Он проналази Лиз и поново покушава да је убије. Међутим, испоставило се да је ово само ноћна мора хероине, која долази к себи у Петровом наручју.